# Three 6 Mafia

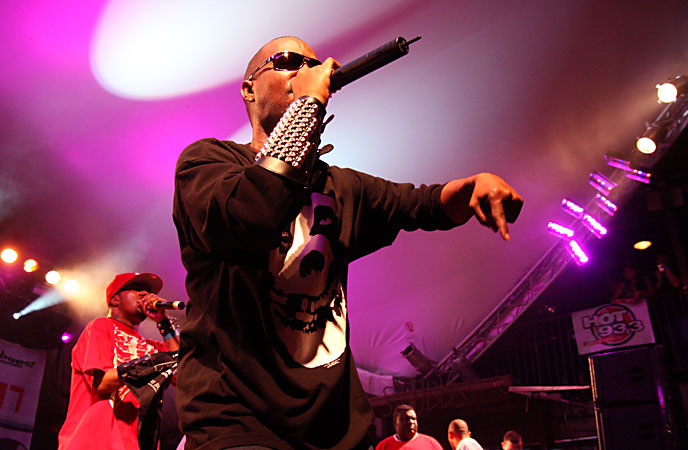
Three 6 Mafia in 2007

Three 6 Mafia (Backyard Posse, Triple Six Mafia en Da Mafia 6ix) is een Amerikaanse hiphopgroep uit Memphis, Tennessee.

## Geschiedenis
Three 6 Mafia werd in 1991 opgericht door DJ Paul (Paul Beauregard), Juicy J (Jordan Houston) en Lord Infamous (Ricky Dunigan). Later voegden zich Crunchy Black, Koopsta Knicca en Gangsta Boo bij de groep.
Op 5 maart 2006 schreef de groep geschiedenis toen deze als eerste zwarte band de Academy Award voor Beste Originele Nummer won met het nummer It's Hard Out Here for a Pimp. In 2012 werd hij opgenomen in de Memphis Music Hall of Fame.
Gangsta Boo werd op 1 januari 2023, op 43-jarige leeftijd, dood aangetroffen in haar huis. DJ Paul bevestigde haar dood via Instagram. Een doodsoorzaak werd niet onmiddellijk gegeven.

## Discografie
Albums
- 1995: Mystic Stylez
- 1996: Chapter 1: The End
- 1997: Chapter 2: World Domination
- 2000: When the Smoke Clears: Sixty 6, Sixty 1
- 2001: Choices: The Album
- 2003: Da Unbreakables
- 2005: Choices II: The Setup
- 2005: Most Known Unknown
- 2008: Last 2 Walk

## Filmografie

### Optredens in films
- Choices (2001)
- Choices II: The Setup (2005)
- The Clean Up Men (2005)
- Hustle & Flow (2005)
- Jackass: Number Two (2006)
- Rocky Balboa (2006)
- Jackass 2.5 (2007)

### Optredens in televisieseries
- Jackass (2002)
- Wildboyz (2005)
- Flavor of Love (2006)
- Blowin' Up (2006)
- The Simple Life (2006)
- Studio 60 on the Sunset Strip (2006)
- WWE SmackDown (2006)
- Entourage (2006)
- My Super Sweet 16 (2006)
- 1 vs. 100 (2006)
- Criss Angel Mindfreak (2006)
- Wrestling Society X (2007)
- Rob & Big (2007)
- Wild 'N Out (2007)
- Mind of Mencia (2007)
- Adventures in Hollyhood (2007)
- The Girls Next Door (2006)
- Beauty and the Geek (2007)
- Numb3rs (2008)
- Punk'd (2006)
- The Late Late Show with Craig Ferguson (2008)
- The Andy Milonakis Show (2007)
- Paris Hilton's My New BFF (seizoen 2) (2009)

### Dvd's
- Choices: The Movie (2001)
- Choices II  (2005)
- Clean Up Men (2005)
- Ultimate Video Collection (2006)
- Adventures in Hollyhood (2007)